# Diocesi di Savona-Noli

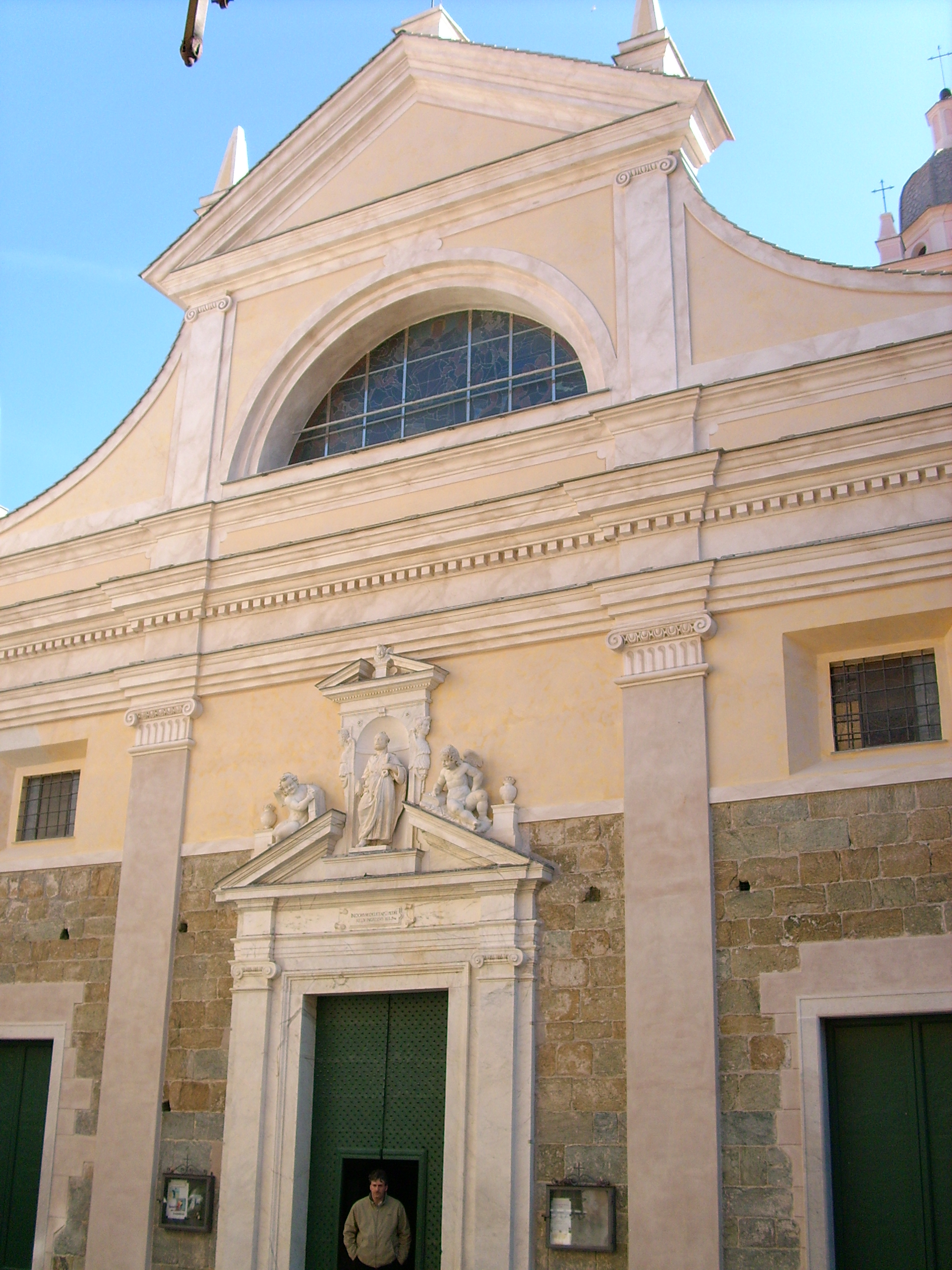
La concattedrale di San Pietro a Noli.

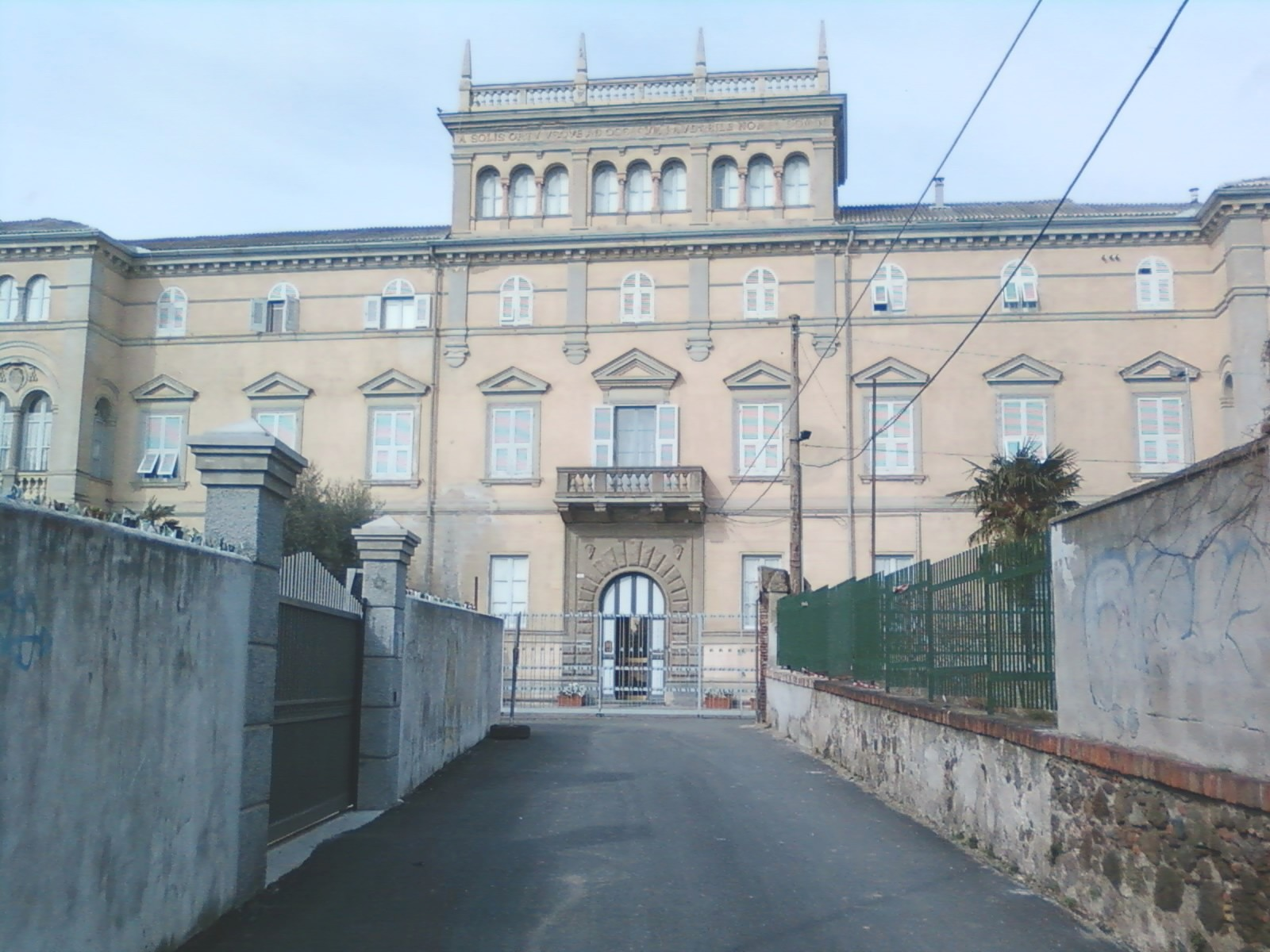
Il seminario vescovile di Savona.

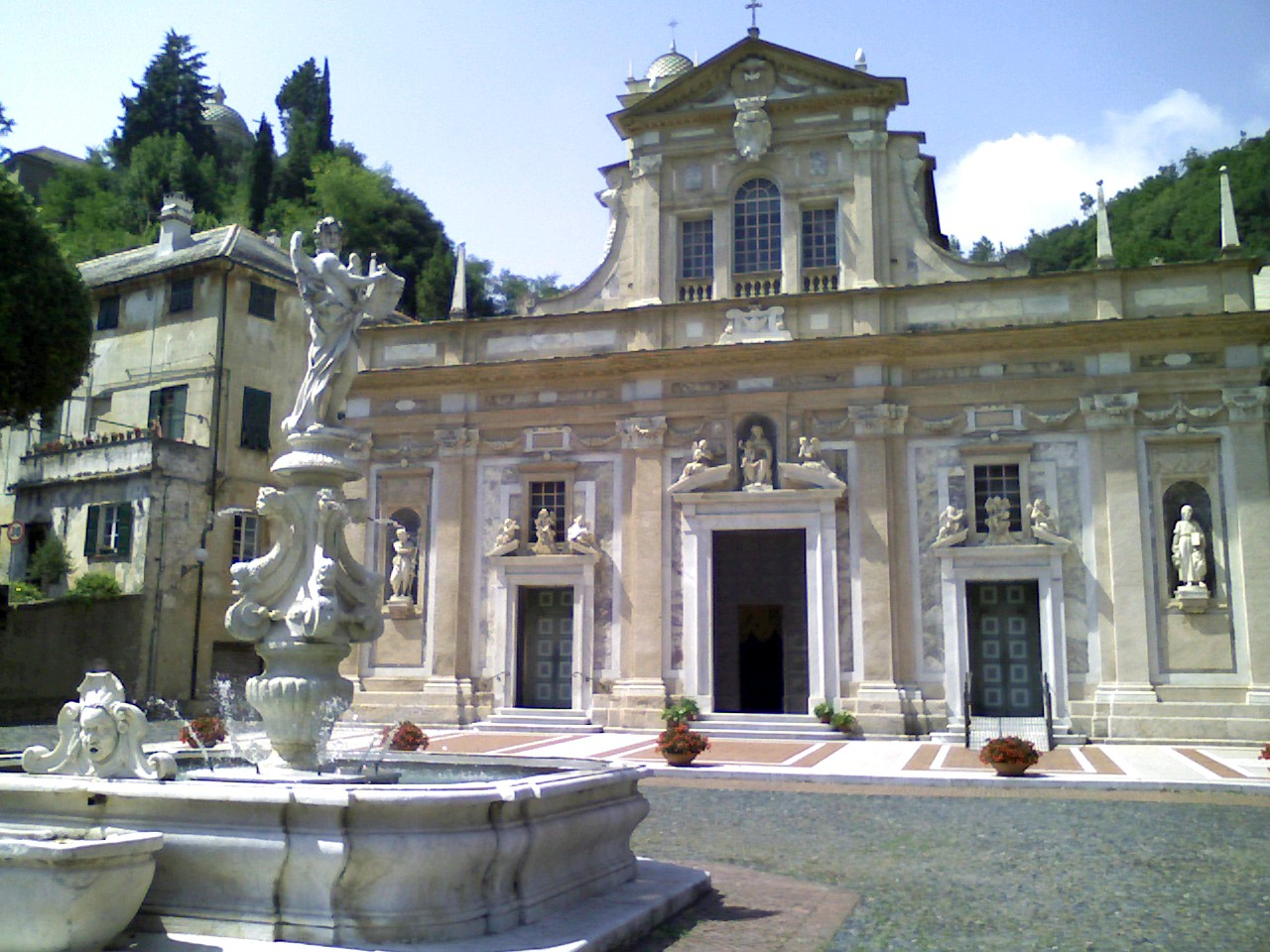
Il santuario di Nostra Signora della Misericordia di Savona.

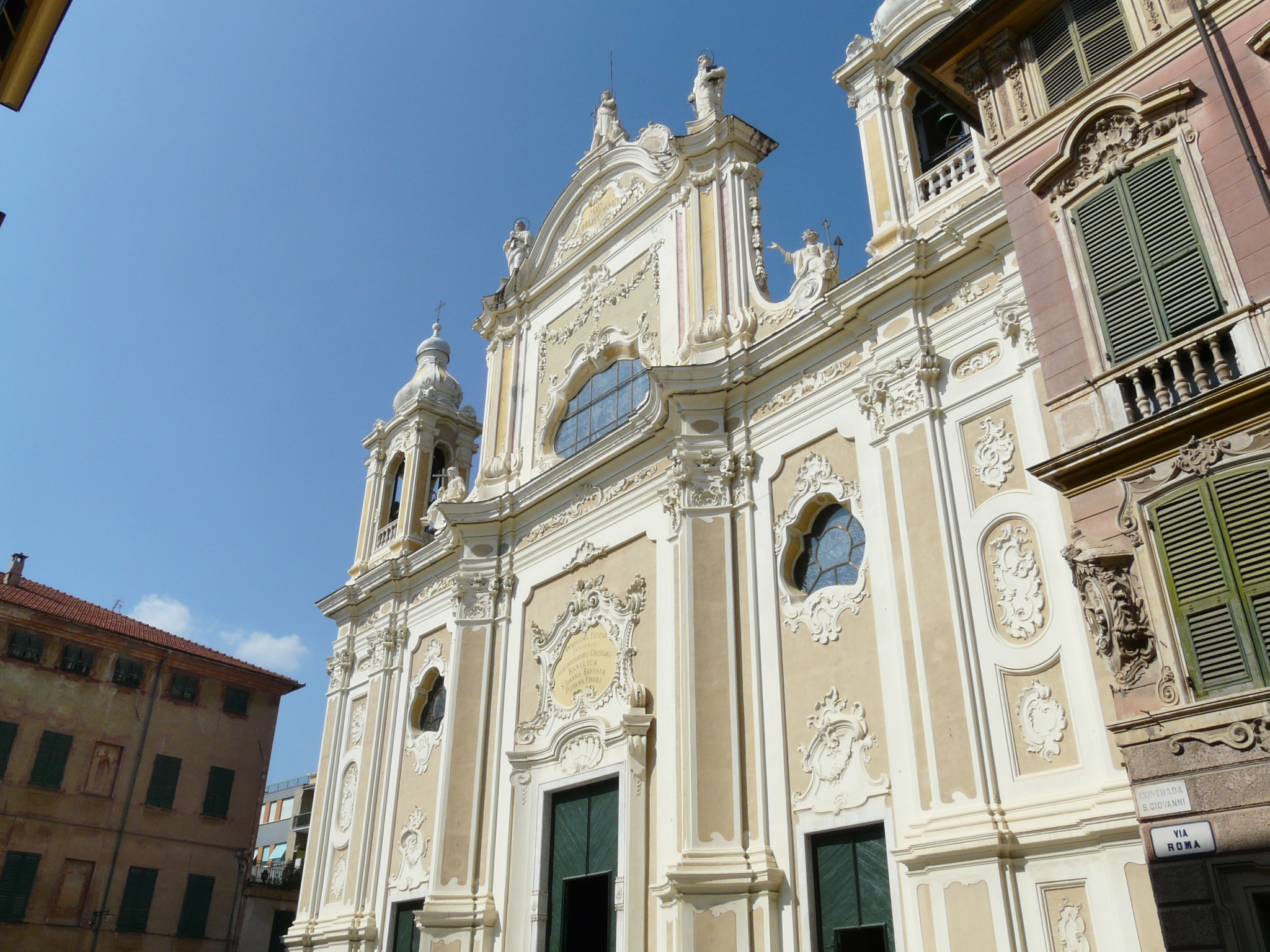
La collegiata di San Giovanni Battista di Finale Ligure.

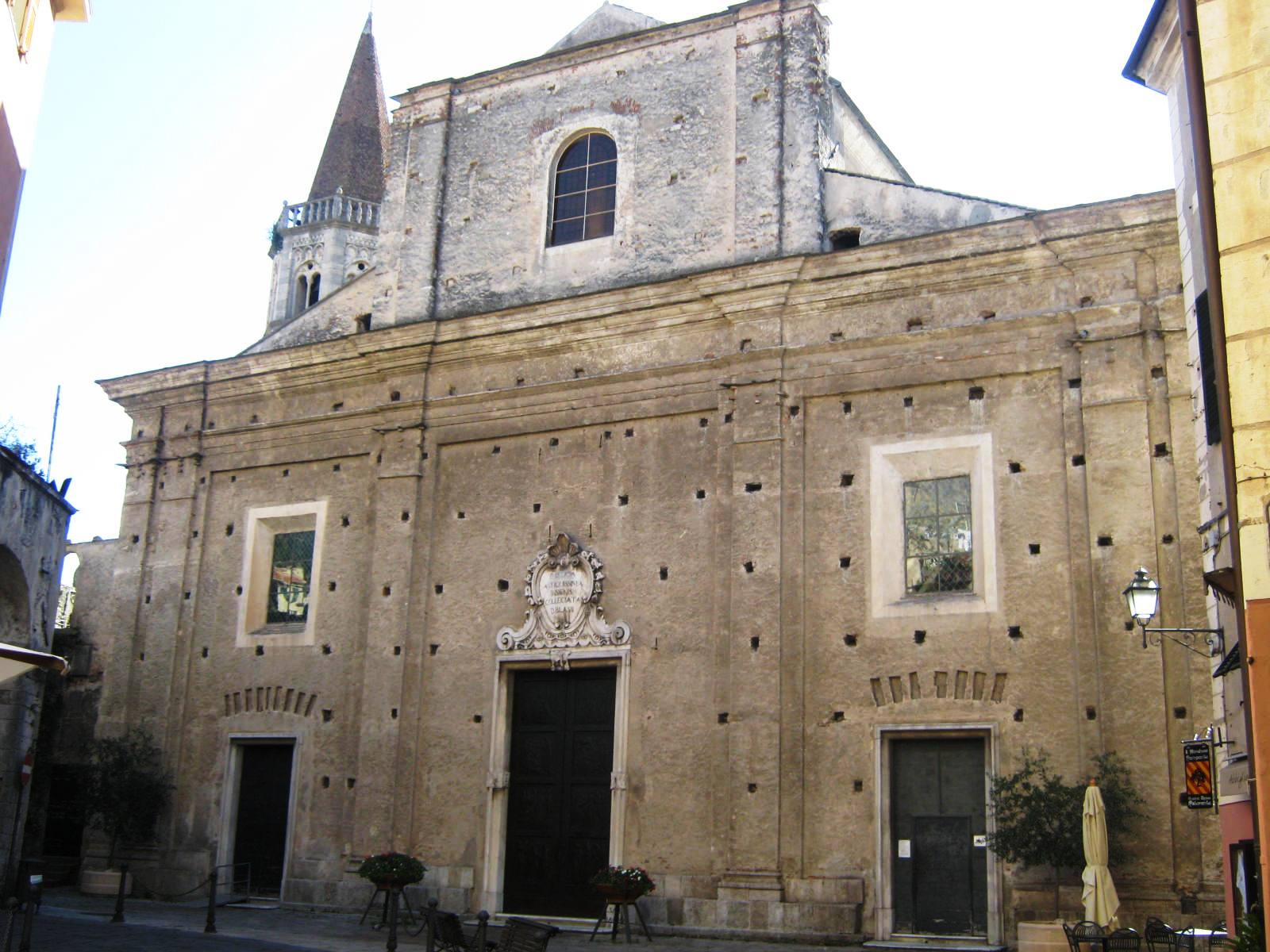
La basilica di San Biagio a Finale Ligure.

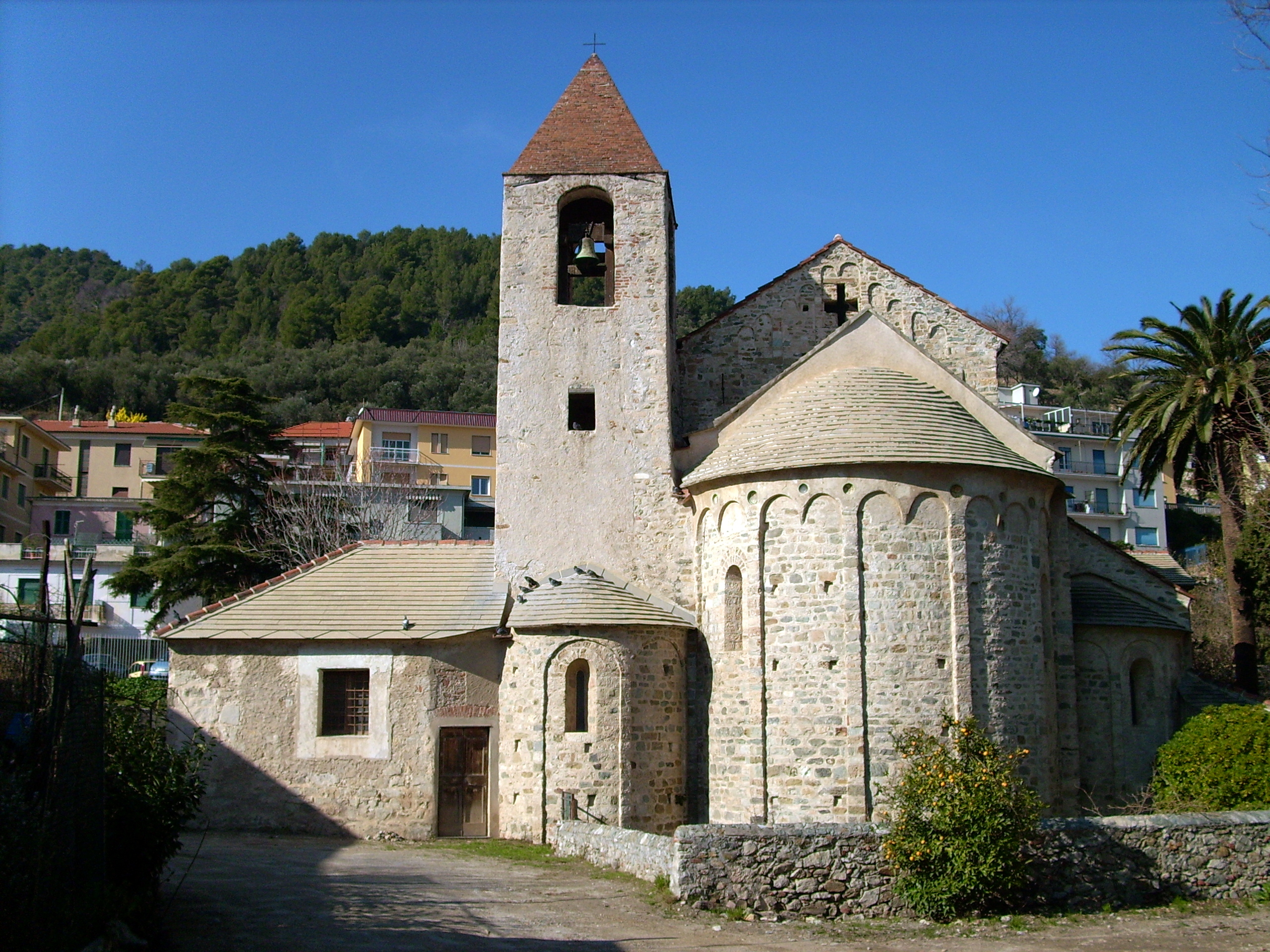
La chiesa di San Paragorio, primitiva cattedrale della diocesi di Noli.

La diocesi di Savona-Noli (in latino Dioecesis Savonensis-Naulensis) è una sede della Chiesa cattolica in Italia suffraganea dell'arcidiocesi di Genova appartenente alla regione ecclesiastica Liguria. Nel 2023 contava 138.699 battezzati su 143.649 abitanti. È retta dal vescovo Calogero Marino.

## Territorio
La diocesi comprende la parte orientale della provincia di Savona e un lembo della parte occidentale della città metropolitana di Genova. Confina con le diocesi di Albenga-Imperia, di Mondovì, di Acqui e l'arcidiocesi di Genova.
Sede vescovile è la città di Savona, dove si trova la cattedrale di Nostra Signora Assunta. A Noli si trova la concattedrale di San Pietro. Nel territorio diocesano sorgono anche tre basiliche minori: Nostra Signora della Misericordia a Savona, San Giovanni Battista e San Biagio a Finale Ligure. A Noli è sita anche l'antica cattedrale di San Paragorio.

### Parrocchie e vicarie
Il territorio della diocesi si estende su 359 km² ed è diviso in 4 vicarie di Albisola e Varazze, Finale Ligure e Noli, Savona, Vado Ligure, nei quali sono presenti 70 parrocchie:
- 67 nella provincia di Savona, nei comuni di Albisola Superiore, Albissola Marina, Bergeggi, Calice Ligure, Celle Ligure, Finale Ligure (escluse le frazioni di Gorra e Olle), Orco Feglino, Quiliano, Rialto, Savona, Spotorno, Stella, Vado Ligure, Varazze e Vezzi Portio e nei comuni di Noli, Orco Feglino, Mallare e Vado Ligure, già facenti parte della diocesi di Noli;
- 3 nella città metropolitana di Genova, tutte nel comune di Cogoleto.

## Storia
L'odierna diocesi è frutto dell'unione delle diocesi di Savona e di Noli stabilita dalla Congregazione per i vescovi nel 1986.

### Savona
Incerta e dibattuta è l'origine della diocesi di Savona, soprattutto dopo le recenti acquisizioni archeologiche ed epigrafiche, che hanno messo in crisi il dato tradizionale, che si basava principalmente su due punti: che la diocesi di Savona fosse erede di una precedente diocesi di Vado, il cui primo vescovo noto sarebbe Benedetto, che prese parte al concilio romano del 680; e che verso la fine del X secolo, con il vescovo Giovanni, la sede fosse stata trasferita da Vado a Savona.
Gli scavi sulla collina del Priamar e le scoperte ivi compiute hanno indotto l'archeologo Varaldo a ipotizzare che Savona sia stata la prima sede della diocesi, fondata durante il breve periodo della restaurazione bizantina tra VI e VII secolo, e che, dopo la distruzione della città ad opera di Rotari nel 643, la sede episcopale sia stata trasferita a Vado. Inoltre, «non vi sono al momento conferme archeologiche del tutto probanti per il primo insediamento cristiano e per la tradizionale eventuale anteriorità della sede vescovile [di Vado] rispetto a quella di Savona».
Anche la cronotassi episcopale è incerta, per l'alternanza dei titoli Vadensis e Saonensis almeno fino all'XI secolo, quando si impone il titolo Saonensis. L'attribuzione di Benedetto a Vado è oggi messa in discussione, a partire dalle varie lezioni dei manoscritti, che porterebbero ad attribuire questo vescovo alla diocesi di Alba in Piemonte. Una diocesi di Vada è attestata per la prima volta con certezza solo nell'825, quando un suo vescovo appare nel capitolare olonense di Lotario I; nell'864 Stadelberto, episcopus vadensis, prese parte ad un concilio provinciale celebrato a Milano; nell'887 è documentato il vescovo Romolo, venerabilis episcopus saonensis.
Queste sono le prime attestazioni certe dell'esistenza della diocesi di Vado/Savona e dei suoi vescovi, e niente, dal punto di vista letterario, epigrafico o archeologico, «autorizza per ora a sostenere l'istituzione di una diocesi a Vada Sabatia o a Saona prima degli inizi del IX secolo» A complicare ulteriormente l'indagine storica è stata la scoperta, alla fine dell'Ottocento, nella chiesa di San Paragorio a Noli, di una lastra sepolcrale con l'iscrizione di un episcopus Theodo[rus] o Theodo[sius] databile tra la fine del VI secolo e l'inizio del VII, che ha suscitato un ampio dibattito fra storici e archeologi con diverse proposte di interpretazione circa la presenza della sepoltura di un vescovo a Noli in quell'epoca.
Fin dal IX secolo è attestata la suffraganeità dei vescovi di Savona alla provincia ecclesiastica dell'arcidiocesi di Milano. I diplomi imperiali del 992, del 999 e del 1014 confermarono ai vescovi Bernardo, Giovanni e Ardemano tutti i loro possedimenti con i privilegi e i benefici connessi, aiutando così a determinare il territorio di competenza dei vescovi di Savona. Con l'XI secolo, Savona diviene la sede unica della diocesi, trasferimento «ricondotto alla concreta minaccia delle scorrerie dei Saraceni, con la conseguente "risalita in altura"» In questo contesto viene riqualificata la chiesa sulle alture del Priamar, riconducibile all'età longobarda, trasformata nella prima cattedrale diocesana, dedicata alla Madonna; di questo edificio restano oggi pochi resti, dopo che l'intero isolato venne demolito alla fine del XVI secolo per la costruzione della fortezza del Priamar.
Per essersi schierata a fianco dell'imperatore contro il papa, la diocesi di Savona fu punita con la perdita di una piccola porzione di territorio, nel 1239, e la costituzione della diocesi di Noli; eccetto un breve periodo fra il 1502 ed il 1503 in cui le due diocesi furono unite aeque principaliter, Noli rimase diocesi indipendente fino al 1820.
Nel 1327 il vescovo Federico Cibo colpì con l'interdetto la città di Savona, in cui le contese fra guelfi e ghibellini erano sfociate in aperte violenze. L'interdetto durò fino al 1336, quando papa Benedetto XII lo rimosse, benché le violenze non fossero nel frattempo scemate.
Risale al 1356 un primo elenco completo delle parrocchie che costituivano la diocesi savonese. Nel 1370, all'epoca del vescovo Antonio da Saluzzo, in seguito trasferito a Milano, fu stabilito un nuovo statuto per i canonici della cattedrale, che stabiliva norme precise sulla vita comune e sul servizio religioso. A partire da questo periodo e fino al XVI secolo, la sede savonese fu occupata da nobili provenienti dalle più importanti famiglie genovesi e della Liguria: Della Rovere, Riario, Spinola, Fieschi, Grimaldi, Centurioni. Nel Cinquecento, la cattedrale venne trasferita nell'antica chiesa francescana di San Francesco, ricostruita e consacrata all'Assunta. Nel 1536 la Vergine Maria apparve al giovane contadino Antonio Botta il 18 marzo e l'8 aprile; sul luogo delle presunte apparizioni venne eretto il santuario della Madonna della Misericordia.
Due vescovi di Savona furono eletti papa tra Quattrocento e Cinquecento: Innocenzo VIII e Giulio II.
Gian Ambrogio Fieschi (1564-1576), fu il primo vescovo ad attuare con decisione i decreti di riforma emanati dal concilio di Trento, seguito da altri vescovi. «Rimane una ricca documentazione nell'archivio diocesano di una cura pastorale articolata in venti visite pastorali alle parrocchie, quattordici sinodi diocesani, numerosi editti occasionali per il culto, i sacramenti, l'amministrazione, la vita del popolo cristiano, i maestri di scuola; l'erezione del seminario nel 1568; due processi per eresia e numerosi altri processi per stregoneria e superstizione». Nel Seicento, gli scontri tra il vescovo e varie istituzioni cittadine valsero a Francesco Maria Spinola l'esilio dalla città; dovette risiedere ad Albisola per ventuno anni.
Domenico Maria Gentile (1776-1804), di famiglia patrizia genovese, mediante una convenzione con il re di Sardegna redatta a Torino il 18 agosto 1784, cedette l'alto dominio - ossia la sovranità - sul villaggio di Lodisio presso Dego, ottenendo in cambio il titolo di principe di Lodisio per sé e per i propri successori.
Il 5 aprile 1806 la diocesi di Savona entrò a far parte della provincia ecclesiastica di Genova, perdendo così la sua secolare dipendenza da Milano. Nel periodo napoleonico, papa Pio VII fu, in due occasioni tra il 1808 ed il 1814, tenuto prigioniero a Savona, nel palazzo del vescovo Vincenzo Maria Maggioli.

### Noli
Risale ai primi tempi del cristianesimo la presenza cristiana a Noli, come hanno documentato gli scavi e gli studi attorno alla chiesa di San Paragorio e al suo battistero paleocristiano, che hanno evidenziato «l'esistenza di un articolato complesso di culto con varie fasi edilizie, dall'età paleocristiana alla fine del X secolo, sino alla fondazione della chiesa attuale».
Nel corso delle prime indagine archeologiche sulla chiesa di San Paragorio alla fine dell'Ottocento è venuta alla luce una lastra sepolcrale con l'iscrizione di un episcopus Theodo[rus] o Theodo[sius] databile tra la fine del VI secolo e l'inizio del VII. Questa scoperta ha suscitato un ampio dibattito fra storici e archeologi, con diverse proposte di interpretazione circa la presenza della sepoltura di un vescovo a Noli in un'epoca in cui, in linea di principio, il centro avrebbe dovuto far parte della diocesi di Vado, primitiva sede dei vescovi di Savona.
Per la fedeltà della Repubblica di Noli alla causa del papato contro l'imperatore, a fianco dei genovesi, papa Gregorio IX nel 1239 eresse la diocesi di Noli, con territorio sottratto a quello dalla diocesi di Savona. Tuttavia la diocesi, suffraganea dell'arcidiocesi di Genova, fu unita dal pontefice aeque principaliter alla diocesi di Brugnato, di modo che il vescovo di Brugnato Guglielmo Contardi divenne anche vescovo di Noli.
Questa unione però durò per poco. Infatti il 13 agosto 1245, in forza della bolla In sacra Petri di papa Innocenzo IV, fu sciolta l'unione tra le diocesi di Noli e di Brugnato, e per supplire alle scarse rendite della diocesi di Noli, fu soppresso il monastero di Sant'Eugenio sull'isola di Bergeggi, le cui rendite furono assegnate alla mensa vescovile nolese. Lo stesso giorno, Innocenzo IV scrisse a Guglielmo Contardi la lettera Cum olim, con la quale il pontefice notificava al vescovo le decisioni prese, lasciandolo libero di scegliere la sede episcopale dove risiedere, conservando l'amministrazione dell'altra. Questa situazione anomala durò per due anni, finché l'11 agosto 1247 fu nominato il primo effettivo vescovo di Noli, il domenicano Filippo.
Il 24 gennaio 1502 le diocesi di Savona e di Noli furono per breve tempo unite aeque principaliter nella persona del vescovo Galeotto della Rovere, unione sciolta nel 1503 con la nomina di un amministratore apostolico per Noli.
Nel 1572 il vescovo Leonardo Trucco trasferì la cattedrale dall'antica chiesa di San Paragorio a quella di San Pietro, all'interno delle mura cittadine. Papa Gregorio XIII dette il suo assenso al trasferimento della sede episcopale con la lettera apostolica Superna dispositione del 22 ottobre 1572. Il suo successore Timoteo Berardi trasferì nella nuova cattedrale anche le reliquie di sant'Eugenio, patrono della città.
Il XVII secolo è segnato dal lungo episcopato di Stefano Martini (1646-1687), originario di Alassio, che ebbe diversi incarichi a Roma, ed in particolare alla corte del cardinale Giovan Battista Pamphily, il quale, una volta salito al soglio pontificio con il nome di Innocenzo X, lo gratificò con l'episcopato nolese. Il suo successore, Giacomo Porrata, celebrò nel mese di aprile del 1692 il primo sinodo diocesano.
Nel Settecento si ricorda in particolare il vescovo Antonio Maria Arduini (1746-1777), francescano conventuale, teologo e consultore di diverse congregazioni romane, distintosi a Noli per la munificenza dimostrata verso i poveri e la sua generosità nei confronti dell'ospedale degli indigenti.
Ultimo vescovo di Noli prima della sua unione con Savona è stato Benedetto Solari (1778-1814), «religioso domenicano molto dotto e pio, profondamente legato al suo ministero pastorale, impegnato in un'intensa azione religiosa, nutrì forti simpatie per le dottrine gianseniste, e non accettò la condanna papale del sinodo di Pistoia. Simpatizzante con alcune idee politiche del momento, diventò suo malgrado uno dei simboli dell'opposizione alla Chiesa; ma egli rimase saldamente fedele alla dottrina» cattolica.

### Savona-Noli
Alla morte di Solari, la diocesi di Noli restò vacante per sei anni, finché il 25 novembre 1820, in forza della bolla Dominici gregis di papa Pio VII, fu unita aeque principaliter a quella di Savona. Da questo momento, vi fu un unico vescovo per le due diocesi, che mantennero entrambe le proprie strutture e la propria indipendenza giuridica.
Dal 23 al 25 marzo 1955 il vescovo Giovanni Battista Parodi celebrò il sinodo della Chiese di Savona e di Noli.
Il 30 settembre 1986, in forza del decreto Instantibus votis della Congregazione per i vescovi, fu stabilita la plena unione delle due diocesi, con un'unica cattedrale ed una sola curia diocesana, e la nuova circoscrizione ecclesiastica ha assunto il nome attuale.

#### Sinodo diocesano (2021-2024)
Preceduto da un biennio di cammino preparatorio con tavoli diocesani che hanno coinvolto 700 persone sui cinque verbi del Convegno ecclesiale di Firenze (2015), nel 2019 il vescovo Calogero Marino ha decretato l'indizione del sinodo canonico diocesano Chiesa di Savona, prendi il largo, confidando.
In seguito alle elezioni e alle nomine, l'assemblea sinodale si compone di 103 membri: 25 presbiteri diocesani, 2 diaconi, 3 religiosi, 8 religiose e 65 laici, in maggioranza donne. Il Sinodo è stato inaugurato il 22 maggio 2021. Al suo interno l'assemblea ha votato 10 membri per la Commissione per la redazione dei documenti sinodali.
Nel primo anno di attività, a partire dall'indice dei temi proposti dal vescovo e arricchito dagli interventi dell'assise sinodale, è stato approvato un instrumentum laboris. Sulla prima parte di tale traccia hanno lavorato otto commissioni sinodali, soffermandosi alcuni mesi per individuare icone bibliche, poi prospettive pastorali e infine indicazioni normative, discusse e approvate in plenaria. Un lavoro analogo è stato fatto sulla seconda parte dell'indice. In seguito all'approvazione del libro conclusivo, strutturato in 15 capitoli di "sogni" e "normative", intervallati da narrazioni di esperienze significative di "Chiesa in uscita" già vissute sul territorio, il Sinodo è terminato il 17 marzo 2024.

## Cronotassi dei vescovi
Si omettono i periodi di sede vacante non superiori ai 2 anni o non storicamente accertati.

### Vescovi di Savona
- Teodoro o Teodosio ? † (VI/VII secolo)
- Benedetto ? † (menzionato nel 680)[22]
- Anonimo † (menzionato nell'825)[23]
- Stadelberto † (menzionato nell'864)[23]
- Romolo † (menzionato nell'887)[23]
- Bernardo † (menzionato nel 992)
- Giovanni † (menzionato nel 999)
- Ardemano † (menzionato nel 1014)
- Antellino ? † (menzionato nel 1028)[24]
- Brissiano ? † (menzionato nel 1046)[24]
- Beato Amico † (menzionato nel 1049)
- Giordano ? † (menzionato nel 1080 circa)[24]
- Pietro Grossolano † (1098 - 1102 nominato arcivescovo di Milano)
- Guglielmo † (dopo il 1102)[25]
- Beato Ottaviano, O.S.B. † (1119 - 1128 deceduto)
- Aldizio (o Ardizio o Idizio) † (1128 - dopo il 1142)
- Mainardo † (menzionato nel 1158)[26]
- Guido † (menzionato nel 1171/1181)[27]
- Beato Vidone Lomello † (menzionato nel 1179)[28]
- Ambrogio Del Carretto † (circa 1183 - 1192[29] deceduto)
- Bonifacio I † (1193 - circa 1199 deceduto)
- Guala † (menzionato nel 1199)
- Antonio I de' Saluzzi † (1200 - dopo il 1203)
- Pietro † (menzionato nel 1206)
- Beato Alberto Calvi di Cilavegna † (prima del 1221 - 1230 deceduto)
- Enrico † (1230 - dopo il 1239)
- Bonifacio II † (menzionato nel 1241)
- Corrado di Ancisa † (prima del 1251 - dopo il 1264)
- Ruffino Colombo † (prima del 1278 - settembre 1287 deceduto)
- Enrico Ponsoni † (15 febbraio 1289 - dopo il 1292)
- Gregorio † (menzionato nel 1297)
- Gualtiero di Maus, O.P. † (menzionato nel 1303)
- Giacomo Cadarengo † (circa 1305 - dopo il 1311)
- Federico Cibo † (4 marzo 1317 - 1342 deceduto)
- Paolo Gherardo de' Vasconi, O.S.A. † (18 luglio 1342 - 1355 deceduto)
- Antonio da Saluzzo † (27 novembre 1355 - 7 giugno 1376 nominato arcivescovo di Milano)
- Domenico di Lagne, O.P. † (12 dicembre 1376 - 1384 deceduto)
- Antonio Viale † (21 novembre 1386 - 1394 deceduto)
- Giovanni di Fermo † (29 ottobre 1394 - 22 gennaio 1406 nominato vescovo di Ascoli Piceno)
- Filippo Ogerio, O.Carm. † (5 giugno 1405 - 1411 nominato arcivescovo titolare di Damasco)
- Pietro Spinola, O.S.B. † (29 ottobre 1411 - 11 luglio 1413 nominato vescovo di Uselli)
- Vincenzo Viale † (14 luglio 1413 - 1442 deceduto)
- Valerio Calderina † (6 febbraio 1442 - 5 novembre 1466 nominato vescovo di Albenga)
- Giovanni Battista Cibo † (5 novembre 1466 - 16 settembre 1472 nominato vescovo di Molfetta, poi eletto papa con il nome di Innocenzo VIII)
- Pietro Gara, O.P. † (16 settembre 1472 - 1499 dimesso)
  - Giuliano della Rovere † (20 settembre 1499 - 24 gennaio 1502 nominato vescovo di Vercelli, poi eletto papa con il nome di Giulio II) (amministratore apostolico)
- Galeotto Franciotti della Rovere † (24 gennaio 1502 - 1504 dimesso)
- Giacomo Giuppo della Rovere † (6 marzo 1504 - 1510 deceduto)
- Raffaele Riario † (5 dicembre 1511 - 9 aprile 1516 dimesso)
- Tommaso Riario † (9 aprile 1516 - 30 giugno 1528 deceduto)
  - Agostino Spinola † (17 luglio 1528 - 18 ottobre 1537 deceduto) (amministratore apostolico)
- Giacomo Fieschi † (22 ottobre 1537 - 1545 o 1546 deceduto)
- Nicolò Fieschi † (12 febbraio 1546 - 1564 dimesso)[30]
- Gian Ambrogio Fieschi † (9 luglio 1564 - 1576 dimesso)
- Cesare Ferrero † (9 maggio 1576 - 13 febbraio 1581 nominato vescovo di Ivrea)
- Domenico Grimaldi † (13 febbraio 1581 - 14 marzo 1584 nominato vescovo di Cavaillon)
- Giovanni Battista Centurione † (8 giugno 1584 - 1587 dimesso)
- Pier Francesco Costa † (27 luglio 1587 - 29 aprile 1624 nominato vescovo di Albenga)
- Francesco Maria Spinola, C.R. † (29 aprile 1624 - 8 agosto 1664 deceduto)
- Stefano Spinola, C.R.S. † (15 dicembre 1664 - 1682 deceduto)
- Vincenzo Maria Durazzo, C.R. † (20 dicembre 1683 - 3 giugno 1722 deceduto)
- Agostino Spinola, C.R.S. † (23 settembre 1722 - 16 ottobre 1755 deceduto)
- Ottavio Maria de Mari, C.R.S. † (15 dicembre 1755 - 27 marzo 1775 deceduto)
- Domenico Maria Gentile † (29 gennaio 1776 - 24 settembre 1804 dimesso)
- Vincenzo Maria Maggioli † (24 settembre 1804 - 19 gennaio 1820 deceduto)
- Giuseppe Airenti, O.P. † (2 ottobre 1820 - 25 novembre 1820 nominato vescovo di Savona e Noli)

### Vescovi di Noli
- Guglielmo Contardi † (1239 - 1245 dimesso)
  - Guglielmo Contardi † (1245 - 1247 dimesso) (amministratore apostolico)
- Filippo, O.P. † (11 agosto 1247 - ?)
- Anonimo † (menzionato l'8 giugno 1251)[31]
- Nicolò † (menzionato il 2 dicembre 1262)
- Pastore † (menzionato l'8 giugno 1263)
- Anonimo † (menzionato il 9 luglio 1291)[32]
- Ugolino † (menzionato nel 1292 e nel 1293)
  - Leonardo Fieschi † (1303 - 1317) (amministratore apostolico)
- Sinibaldo † (9 settembre 1317 - ? deceduto)
- Teodesco, O.P. † (27 aprile 1328 - ? deceduto)
- Amedeo d'Alba, O.F.M. † (15 febbraio 1346 - ? deceduto)
- Luchino di Guidobono, O.F.M. † (21 luglio 1360[33] - 1396 nominato arcivescovo di Naupacto)
- Corrado da Cloaco † (13 settembre 1396 - ? deceduto)
  - Leonardo da Felizzano, O.P. † (4 novembre 1405 - ?) (antivescovo)
  - Francesco † (22 gennaio 1406 - ?) (antivescovo)
- Marco † (23 marzo 1406 - dopo il 1409)
  - Giovanni † (menzionato nel 1414) (antivescovo)
- Marco Vigerio, O.F.M. † (1437 - ? deceduto)[34]
  - Giorgio Fieschi † (13 febbraio 1447 - 7 agosto 1448 dimesso) (amministratore apostolico)
- Napoleone Fieschi † (7 agosto 1448 - 21 dicembre 1459 nominato vescovo di Albenga)
- Paolo Giustiniani † (24 marzo 1460 - 1485 deceduto)
- Domenico Vacchiero † (2 dicembre 1485 - 24 gennaio 1502 nominato vescovo di Ventimiglia)
  - Galeotto Franciotti della Rovere † (24 gennaio 1502 - gennaio 1503 dimesso) (amministratore apostolico)
  - Lorenzo Cybo de Mari † (gennaio 1503 - 21 dicembre 1503 deceduto) (amministratore apostolico)
- Antonio Ferrero † (8 gennaio 1504 - 13 agosto 1504 nominato vescovo di Gubbio)
- Gian Francesco Foderato † (23 agosto 1505 - 1506 deceduto)
- Vincenzo Boverio † (8 o 21 agosto 1506 - ?)
- Gaspare Doria † (1519 - ?)
- Vincenzo d'Aste † (1525 - ?)
  - Girolamo Doria † (13 aprile 1534 - 25 febbraio 1549 dimesso) (amministratore apostolico)
- Massimiliano Doria † (25 febbraio 1549 - 1572 deceduto)
- Leonardo Trucco † (2 giugno 1572 - 1587 deceduto)
- Timoteo Berardi, O.Carm. † (12 ottobre 1587 - 1616 deceduto)
- Angelo Mascardo † (4 luglio 1616 - 1645 deceduto)
- Stefano Martini † (19 febbraio 1646 - febbraio 1687 deceduto)
- Giacomo Porrata † (7 luglio 1687 - circa settembre 1699 deceduto)
- Paolo Andrea Borelli, B. † (21 giugno 1700 - 2 marzo 1710 deceduto)
- Giuseppe Sauli Bargagli, C.R.M. † (7 maggio 1710 - 10 novembre 1712 deceduto)
- Marco Giacinto Gandolfo † (28 aprile 1713 - 16 aprile 1737 deceduto)
- Costantino Serra, C.R.S. † (7 giugno 1737 - 9 marzo 1746 nominato vescovo di Albenga)
- Antonio Maria Arduini, O.F.M.Conv. † (9 marzo 1746 - 16 dicembre 1777 deceduto)
- Benedetto Solari, O.P. † (1º giugno 1778 - 13 aprile 1814 deceduto)
  - Sede vacante (1814-1820)[35]

### Vescovi di Savona e Noli
- Giuseppe Airenti, O.P. † (25 novembre 1820 - 5 luglio 1830 nominato arcivescovo di Genova)
  - Sede vacante (1830-1833)
- Agostino Maria de Mari † (15 aprile 1833 - 14 dicembre 1840 deceduto)
- Alessandro Riccardi di Netro † (24 gennaio 1842 - 22 febbraio 1867 nominato arcivescovo di Torino)
- Giovanni Battista Cerruti † (22 febbraio 1867 - 21 marzo 1879 deceduto)
- Giuseppe Boraggini † (12 maggio 1879 - 30 aprile 1897 deceduto)
- Giuseppe Salvatore Scatti † (15 febbraio 1898 - 30 giugno 1926 deceduto)
- Pasquale Righetti † (20 dicembre 1926 - 7 luglio 1948 deceduto)
- Giovanni Battista Parodi † (14 settembre 1948 - 15 luglio 1974 ritirato)
- Franco Sibilla † (15 luglio 1974 - 8 settembre 1980 nominato vescovo di Asti)
- Giulio Sanguineti (15 dicembre 1980 - 30 settembre 1986 nominato vescovo di Savona-Noli)

### Vescovi di Savona-Noli
- Giulio Sanguineti (30 settembre 1986 - 7 dicembre 1989 nominato vescovo della Spezia-Sarzana-Brugnato)
- Roberto Amadei † (21 aprile 1990 - 21 novembre 1991 nominato vescovo di Bergamo)
- Dante Lafranconi (7 dicembre 1991 - 8 settembre 2001 nominato vescovo di Cremona)
- Domenico Calcagno (25 gennaio 2002 - 7 luglio 2007 nominato segretario dell'Amministrazione del Patrimonio della Sede Apostolica)
- Vittorio Lupi (30 novembre 2007 - 20 ottobre 2016 ritirato)
- Calogero Marino, dal 20 ottobre 2016

## Statistiche
La diocesi nel 2023 su una popolazione di 143.649 persone contava 138.699 battezzati, corrispondenti al 96,6% del totale.
| anno | popolazione | popolazione | popolazione | presbiteri | presbiteri | presbiteri | presbiteri                | diaconi | religiosi | religiosi | parrocchie |
| anno | battezzati  | totale      | %           | numero     | secolari   | regolari   | battezzati per presbitero | diaconi | uomini    | donne     | parrocchie |
| ---- | ----------- | ----------- | ----------- | ---------- | ---------- | ---------- | ------------------------- | ------- | --------- | --------- | ---------- |
| 1950 | 130.285     | 131.000     | 99,5        | 287        | 163        | 124        | 453                       |         | 147       | 862       | 65         |
| 1970 | 166.163     | 167.000     | 99,5        | 243        | 135        | 108        | 683                       | 1       | 123       | 865       | 76         |
| 1980 | 176.700     | 179.395     | 98,5        | 211        | 130        | 81         | 837                       | 1       | 102       | 758       | 77         |
| 1990 | 137.212     | 143.282     | 95,8        | 179        | 115        | 64         | 766                       | 1       | 81        | 663       | 74         |
| 1999 | 139.588     | 143.039     | 97,6        | 143        | 93         | 50         | 976                       | 7       | 61        | 517       | 71         |
| 2000 | 131.659     | 135.806     | 96,9        | 152        | 94         | 58         | 866                       | 5       | 65        | 506       | 71         |
| 2001 | 140.547     | 144.029     | 97,6        | 140        | 91         | 49         | 1.003                     | 6       | 56        | 490       | 71         |
| 2002 | 154.500     | 157.571     | 98,1        | 138        | 82         | 56         | 1.119                     | 6       | 62        | 461       | 71         |
| 2003 | 156.133     | 158.983     | 98,2        | 133        | 81         | 52         | 1.173                     | 9       | 56        | 461       | 71         |
| 2004 | 131.069     | 133.462     | 98,2        | 133        | 80         | 53         | 985                       | 9       | 53        | 421       | 71         |
| 2010 | 146.410     | 148.808     | 98,4        | 126        | 78         | 48         | 1.161                     | 8       | 48        | 408       | 71         |
| 2014 | 152.000     | 155.000     | 98,1        | 95         | 55         | 40         | 1.600                     | 9       | 49        | 340       | 71         |
| 2017 | 152.100     | 153.700     | 99,0        | 93         | 52         | 41         | 1.635                     | 9       | 50        | 340       | 71         |
| 2020 | 153.000     | 155.000     | 98,7        | 77         | 47         | 30         | 1.987                     | 9       | 34        | 183       | 70         |
| 2022 | 152.000     | 154.000     | 98,7        | 80         | 48         | 32         | 1.900                     | 9       | 38        | 226       | 70         |
| 2023 | 138.699     | 143.649     | 96,6        | 67         | 43         | 24         | 2.070                     | 11      | 30        | 226       | 70         |

## Casi di pedofilia
Un presbitero diocesano, ridotto allo stato laicale, nel 2006 fu condannato definitivamente a 3 anni e mezzo di reclusione per aver commesso atti sessuali su un minorenne di origine non italiana, con l'aggravante di averne avuto la custodia e la tutela; fu latitante sino al 2015.
Un altro ex presbitero, accusato di aver commesso abusi sin dagli anni '80, nel 2012 patteggiò un anno di carcere per abusi sessuali compiuti nel 2005 su un diciassettenne. A testimoniare contro il presbitero vi era anche un confratello, ex economo della diocesi, che in seguito ad un'inchiesta dalla quale venne assolto nel 2011 lasciò il ministero dichiarandosi omosessuale e sieropositivo. L'ex economo morì due anni dopo.
Un ex collaboratore laico della parrocchia di Lavagnola invece ammise abusi compiuti nel 1976, ormai prescritti.
Risultano prescritte anche le condotte anche di Dante Lafranconi, vescovo sino al 2001, benché il GIP nel provvedimento di archiviazione evidenziò il suo atteggiamento omissivo, perché non avrebbe "esercitato il suo potere-dovere di controllo sui sacerdoti e di protezione dei fedeli" dai due presbiteri pedofili negli anni '90, pur essendo stato al corrente delle gravi accuse nei loro confronti. Il suo successore Domenico Calcagno invece rimosse i due presbiteri dalle comunità di cui erano responsabili.
Nell'agosto 2024 è stato arrestato a Genova un prete di 60 anni appartenente ai padri scolopi, con l'accusa di violenza sessuale su minore, prostituzione minorile e tentata violenza aggravata. Il religioso era presidente regionale della Federazione Istituti di Attività Educative (Fidae) e dirigeva alcuni istituti scolastici. L'inchiesta era partita dai genitori di un ex ministrante, all'epoca dei fatti dodicenne, che sarebbe stato abusato a Finale Ligure, dove lo scolopio svolgeva parte del suo ministero. Pur dipendente dal suo ordine religioso, è stato prontamente sospeso anche dalle diocesi in cui operava e nei suoi confronti è stato avviato un procedimento canonico. Il vescovo di Savona-Noli Calogero Marino, "in spirito di penitenza", ritenendo ingiustificabile ogni forma di abuso e fiducioso nei confronti dell'autorità giudiziaria, ha inviato ai parrocchiani del finalese una lettera di vicinanza alle vittime.